# Sönke Gäthke
Sönke Gäthke ist Wissenschaftsjournalist, bekannt aus der täglichen Hörfunksendung „Forschung aktuell“ des Deutschlandfunks, für deren hintergründige Feiertagsausgabe Wissenschaft im Brennpunkt er 15 Ausgaben als Autor verfasst hat.

## Leben
Seit 1995 ist er als Journalist, zunächst im Lokalradio, dann als Wissenschaftsjournalist für DLF und WDR, BBC und den Economist tätig. Seine Themen sind Energie, Verkehr, Technik, Digitalisierung und Gesellschaft.

## Auszeichnungen
- 2007: Journalistenpreis für Unendlich viel Energie
- 2011: UmweltMedienpreis der Deutschen Umwelthilfe (DUH) für diverse Hörfunkbeiträge wie Balance unter Hochspannung[2]
- 2014: Ernst-Schneider-Preis für Von AC zu DC. Auf dem Sprung ins Gleichstrom-Zeitalter[3]